# 尿円柱
尿円柱（にょうえんちゅう、urinary cast）とは主として遠位尿細管あるいは集合管で形成される、Tamm-Horsfallムコタンパク質とアルブミンが凝固沈殿したものを基質として、細胞あるいはその変性成分が封入された円柱状構造物。尿中に出現し、光学顕微鏡下で観察が可能である。尿円柱が多量に出現する場合は重度の腎疾患の存在を示唆する。尿円柱は硝子円柱、上皮円柱、蝋様円柱、顆粒円柱、脂肪円柱、赤血球円柱、白血球円柱、血色素円柱などに分類される。

## 脂肪円柱
尿細管が脂肪変性したもの。ネフローゼ症候群、糖尿病性腎症で認められる。